# Clinanthus elwesii
Clinanthus elwesii är en amaryllisväxtart som först beskrevs av John Gilbert Baker, och fick sitt nu gällande namn av Alan W. Meerow. Clinanthus elwesii ingår i släktet Clinanthus, och familjen amaryllisväxter.
Artens utbredningsområde är Peru. Inga underarter finns listade i Catalogue of Life.